# Santa Cruz de Yanguas
Santa Cruz de Yanguas – gmina w Hiszpanii, w prowincji Soria, w Kastylii i León, o powierzchni 33,52 km². W 2011 roku gmina liczyła 76 mieszkańców.